# Johnny Williams (rugby à XV, 1996)
Ne doit pas être confondu avec Johnny Williams (rugby à XV, 1882).
Pour les articles homonymes, voir Johnny Williams et Williams.
Pas d'image ? Cliquez ici

a Compétitions nationales et continentales officielles uniquement.

b Matchs officiels uniquement.
Dernière mise à jour le 6 août 2025.
Johnny Williams, né le 18 octobre 1996 à Weston-super-Mare (Angleterre), est un joueur international gallois de rugby à XV évoluant au poste de centre. Il joue en United Rugby Championship au sein des Scarlets depuis 2020.

## Biographie

### Jeunesse et formation
Johnny Williams naît à Weston-super-Mare en Angleterre. Il grandit ensuite dans le Berkshire à Reading. Son père est originaire du pays de Galles.
Son nom complet est John Bleddyn Rhys Williams, donnant "JBR Williams" rappelant JPR Williams qui est l'idole de son père. Son deuxième prénom Bleddyn est en référence à Bleddyn Williams, autre joueur gallois de rugby à XV.
Il commence la pratique du rugby à l'âge de six ans dans le club de Rams RFC (en), il reste dans ce club jusqu'à ses seize ans. À ses quatorze ans, il fait partie du programme des Exiles qui consiste à identifier les joueurs évoluant à l'étranger pouvant être sélectionnés avec le pays de Galles. Il intègre les équipes de jeunes dès ses quatorze ans, puis l'Academy (centre de formation) des London Irish à dix sept ans.
En début de saison 2015-2016, il est prêté au club des Henley Hawks (en), évoluant en Nationale League One, pour obtenir de l'expérience en senior.
Il représente l'équipe du pays de Galles des moins de 16 ans en raison de ses origines galloises,. Par la suite, il est sélectionné avec l'équipe d'Angleterre des moins de 17 ans car le pays de Galles n'a pas de sélection de cet âge.
Au niveau scolaire, il est tout d'abord élève dans la Little Heath School (en), ensuite il est scolarisé dans la Forest School (en), puis il fait partie du St Paul's Catholic College (en) basée à Sunbury-on-Thames.

### Débuts aux London Irish (2015-2018)
Johnny Williams fait ses débuts professionnels en novembre 2015 lors d'une rencontre de Challenge européen face au SU Agen où il est titularisé et inscrit également son premier essai à l'âge de dix-neuf ans. Deux semaines plus tard, il fait ses débuts en Premiership face aux Wasps où il inscrit un doublé. Pour sa première saison professionnelle, il réalise un exercice très prometteur en disputant un total de vingt-et-une rencontre, dont dix-neuf titularisations, et en inscrivant sept essais. Cependant, son club est relégué en division inférieure à la fin de la saison.
En mai 2016, il est sélectionné avec l'équipe d'Angleterre des moins de 20 ans dans le cadre du Championnat du monde junior 2016. Il dispute les cinq rencontres comme titulaire en inscrivant trois essais et remporte la finale, où il est associé au poste de centre à Joe Marchant, contre l'Irlande.
Pour cette saison 2016-2017 en RFU Championship, ainsi qu'en British and Irish Cup, il dispute quatorze rencontres et inscrit quatre essais. Sa saison est notamment perturbée par des blessures au genou ainsi qu'aux ischio-jambiers. Son équipe remporte le championnat et fait donc son retour en Premiership pour la saison 2017-2018. Après cette deuxième saison professionnelle, il annonce son intention de vouloir jouer avec l'Angleterre.
La saison suivante est de nouveau difficile pour son club qui est de nouveau relégué en RFU Championship. Il joue quinze rencontres pendant la saison et inscrit un essai. En mai 2018, il est annoncé qu'il signe pour le club des Newcastle Falcons à partir de la saison 2018-2019.

### Première expérience internationale et cancer (2018-2020)
En septembre 2018, Johnny Williams dispute son premier match avec sa nouvelle équipe dans le cadre de la troisième journée de Premiership face aux Worcester Warriors où il écope d'un carton jaune. Le mois suivant, il découvre la Coupe d'Europe et connaît également sa première victoire dans la compétition face au RC Toulon. Pour sa première saison à Newcastle, il dispute un total de dix-sept rencontres, dont quinze en tant que titulaire, et inscrit cinq essais.
En juin 2019, il participe à une rencontre amicale contre les Barbarians avec l'équipe d'Angleterre XV (équipe réserve) où il inscrit un essai et contribue à la victoire 51 à 43 de son équipe. Peu de temps après ce match, un cancer des testicules lui a été diagnostiqué,. Il reçoit un traitement par chimiothérapie et est guéri rapidement. Il fait son retour sur les terrains dès le mois de janvier 2020 avec son club de Newcastle en RFU Championship,.

### Départ au pays de Galles et début avec leXV du Poireau(Depuis 2020)
À partir de l'été 2020, Johnny Williams quitte l'Angleterre et rejoint les Scarlets, au pays de Galles, évoluant dans le Pro14 dans le but d'évoluer avec le pays de Galles désormais,. Il dispute son premier match en août contre Cardiff Rugby lors de la quinzième journée de la saison 2019-2020 du Pro14, qui a été décalée à cause de la pandémie de Covid-19.
En octobre suivant, il est appelé pour la première fois avec l'équipe du pays de Galles pour la fin d'année,. Le mois d'après, il connaît sa première cape internationale lorsqu'il est titularisé contre la Géorgie, où il est associé à Nick Tompkins au centre, dans le cadre de la Coupe d'automne des nations. Une semaine après ce match, il est de nouveau titulaire contre l'Angleterre et inscrit son premier essai international. En janvier 2021, il est sélectionné pour participer au Tournoi des Six Nations. Dès la première journée contre l'Irlande, il est titularisé et fait ses débuts dans la compétition mais se blesse en première mi-temps et est forcé de sortir du terrain. Il fait ensuite son retour en mars avec les Scarlets puis se reblesse de nouveau lors du mois suivant contre les Sale Sharks en Coupe d'Europe,. Cette saison-là, il n'a disputé que six rencontres avec les Scarlets.
En début de saison suivante, il retrouve les terrains lors de la troisième journée du United Rugby Championship (ex Pro14) contre le Munster. Quelques jours après, il est sélectionné avec le pays de Galles pour la tournée d'automne. Il dispute deux rencontres contre la Nouvelle-Zélande, où il inscrit un essai, puis contre les Fidji. Durant la saison, il joue treize rencontres et inscrit trois essais avec les Scarlets.
Durant la saison 2022-2023, il subit une blessure en octobre, lui faisant manquer le Tournoi des Six Nations 2023. Il rejoue en mars 2023 contre le Munster, puis il se blesse à nouveau fin avril seulement deux jours avant l'annonce de la pré-liste pour préparer la Coupe du monde. Pendant la saison, il dispute seulement neuf rencontres pour trois essais inscrits. En mai suivant, Warren Gatland le convoque tout de même dans la pré-liste de 54 joueurs.
Le 19 août, il dispute sa première rencontre internationale depuis 2021, contre l'Afrique du Sud, après avoir manqué les deux premiers test matchs à cause d'une blessure. Deux jours plus tard, il fait partie du groupe final amené à disputer la Coupe du monde. Lors de la compétition, il dispute une seule rencontre en poule où il est titularisé contre le Portugal. Son équipe est ensuite éliminée en quart de finale par l'Argentine sur le score de 29 à 17. Quelques jours après cette élimination, il est de nouveau retenu dans le groupe gallois pour affronter les Barbarians lors d'une rencontre non-officielle prévue début novembre suivant. Durant cette rencontre, il est titularisé et prend part à la victoire 49 à 26 de son équipe.
De retour avec les Scarlets, il enchaîne les rencontres mais se rend coupable d'un plaquage dangereux sur Julien Hériteau, à la mi-janvier 2024, contre l'ASM Clermont Auvergne en Challenge Cup et est alors sanctionné d'un carton rouge au bout de vingt-cinq minutes de jeu. À la suite de cette sanction, il est suspendu pour une durée de six semaines et n'est donc pas sélectionnable pour le début du Tournoi des Six Nations 2024. Début mars, il fait son retour de suspension lors d'une rencontre sur le terrain du Connacht. Au total, il dispute quinze matchs en tant que titulaire pour un essai inscrit. À l'issue de la saison, il signe une prolongation de contrat avec les Scarlets.
Lors de la saison 2024-2025, il réalise un exercice complet et de qualité avec les Scarlets, bien que n'étant pas convoqué durant le Tournoi des Six Nations malgré sa bonne forme. En fin de saison, il signe une prolongation de contrat de deux années supplémentaires avec sa province. À la même période, le parcours des Scarlets s'arrête en quart de finale de l'URC contre le Leinster sur le score de 33 à 21, dans un match où il marque un essai. Durant l'été, il fait son retour en équipe du pays de Galles pour la tournée au Japon. Titulaire lors des deux matchs contre les Brave Blossoms, le pays de Galles remporte le deuxième test, soit sa première victoire depuis 18 matchs et la Coupe du monde 2023.

## Statistiques

### Statistiques en équipe nationale
Johnny Williams compte 9 capes en équipe du pays de Galles, dont 9 en tant que titulaire, depuis sa première sélection le 21 novembre 2020 face à la Géorgie. Il inscrit deux essais, dix points.
Il participe à une édition de la Coupe du monde en 2023, disputant une rencontre en tant que titulaire.

## Palmarès

### En club
- Vainqueur du RFU Championship en 2017 avec les London Irish et en 2020 avec les Newcastle Falcons.

### En équipe nationale
- Vainqueur du Championnat du monde junior en 2016 avec l'équipe d'Angleterre des moins de 20 ans.
- Vainqueur du Tournoi des Six Nations en 2021 avec l'équipe du pays de Galles.